# ヴィトロル・アエロポール＝マルセイユ＝プロヴァンス駅
ヴィトロル・アエロポール＝マルセイユ＝プロヴァンス駅（フランス語: Gare de Vitrolles-Aéroport-Marseille-Provence）は、フランスのマルセイユ郊外のプロヴァンス＝アルプ＝コート・ダジュール地域圏ブーシュ＝デュ＝ローヌ県 ヴィトロルにある、フランス国鉄（SNCF）の鉄道駅。1847年開業。マルセイユ・プロヴァンス空港の最寄駅である。

## 概要
かつては、近隣の地にヴィトロール駅（Gare de Vitrolles）という別の駅があったものの、当駅設置に伴い廃止された。マルセイユ・プロヴァンス空港とは、駅前から無料のシャトルバスで結ばれている。

## 駅構造
島式ホーム2面2線を有する高架駅。

## 駅周辺
- マルセイユ・プロヴァンス空港

## 隣の駅
フランス国鉄
TERプロヴァンス＝アルプ＝コート・ダジュール
ミラマ / ロニャック駅 - ヴィトロル・アエロポール＝マルセイユ＝プロヴァンス駅 - パ＝デ＝ランシェ駅 / マルセイユ・サン＝シャルル駅